# Index GRAU
Index GRAU, plným názvem index Hlavní raketové a dělostřelecké správy, je název kódového označení sovětské a ruské vojenské a kosmické techniky používaný útvary ministerstva obrany Sovětského svazu, resp. Ruska při komunikaci s podniky zbrojního průmyslu.

## Historie
Používání indexu bylo zavedeno roku 1938 tehdejší Hlavní dělostřeleckou správou Rudé armády, jako řešení problému označovaní výzbroje a vybavení při komunikaci s podniky zbrojního průmyslu, tato korespondence totiž nepodléhala předpisům o utajení. Byl rozpracován a zaveden systém kódového označování zbrojní produkce, vzápětí převzatý i analogickými správami námořnictva (URAV VMF) a letectva (UV VVS).
Roku 1956 byl systém tvoření indexů výrazně změněn, dosavadní se totiž vyčerpával a přestal vyhovovat po zavedení nových tříd výzbroje, zejména raketové techniky, a po vzniku tří dalších vojenských zákaznických útvarů – správ vyzbrojování Vojsk protivzdušné obrany (UV PVO), Raketových vojsk strategického určení (UV RVNCH) a Hlavní správy kosmických prostředků (UV GUKOS).

## Principy tvorby indexu

### Struktura indexu
Existují dva základní způsoby tvorby indexu, „starý“, používaný od třicátých do padesátých let, a „nový“, používaný od padesátých let.
Podle „starého“ způsobu, měly indexy následující stavbu: 52-P-365 nebo 53-О-530А. První dvě číslice značily oddělení GAU, které přejímalo daný produkt. Známé jsou následující oddělení:
- 50 — materiálové
- 51 — vojenských přístrojů
- 52 — technické vybavení dělostřelectva
- 53 — dělostřelecká munice, miny, granáty, roznětky, ...
- 54 — náplně pro dělostřelecké a minometné náboje, jejich části, nábojnice, prostředky zážehu, ...
- 55 — letecké bomby (záhy spadly do kompetence správy vyzbrojování VVS, se změnou počátečních číslic 55 na 7)
- 56 — pěchotní výzbroj
- 57 — pěchotní munice

Jedno, nebo více písmen za číslem oddělení znamenalo typ zbraně, tak v oddělení 52 písmeno P označovalo děla, M minomety. 
Následující trojčíslí označovalo konkrétní typ zbraně. Při tom s rostoucím trojčíslím rostl i kalibr zbraní, a stejná trojčíslí různých oddělení se vázala k souvisejícím výrobkům. Tak například 56-A-231 byla Simonovova samonabíjecí karabina (SKS) ráže 7,62 a 57-H-231 byl náboj do ní.
Písmeno v závěru indexu vyznačovalo modifikaci výrobku, časté bylo M (modernizovaný), nebo konstrukční zvláštnost, například u tříštivých střel a min (53-O...) písmeno A značilo střelu/minu z nízkouhlíkaté litiny.
Od poloviny padesátých let byl zaveden nový systém označování. Nyní měl index následující tvar: 2А42, nebo 3ОF25. V nových indexech byly první dvě číslice nahrazeny jednou (přesněji první číslice odpadla a zůstala jen druhá):
- 1... — optické a radiolokační přístroje, systémy řízení
- 2... — děla a minomety
- 3... — dělostřelecká munice
- 4... — dělostřelecké náboje
- 6... — pěchotní zbraně
- 7... — pěchotní munice

Rakety a jejich součásti zprvu dostávaly čísla oddílů 2, 3, 4, záhy však byly pro ně vytvořeny nové řady 8..., od konce roku 1958 přidělena nově vzniklým RVNCH, a 9... určená pro rakety pozemních vojsk. Správa vyzbrojování vojsk PVO užívala řadu 5... Později se z RVNCH vydělilo GUKOS, které zavedlo indexy 11...
Následně UV PVO zavedlo oddíl 6, ale psalo jej obráceně – tedy se šestkou na konci a číslem výrobku na začátku, například 48N6. Nelenila ani správa vyzbrojování raketových vojsk, zavedla indexy začínající 15. GUKOS rozšířil systém o skupiny 14 a 17. Existují i skupiny 13 a 16 používané pro prvky kapitálové výstavby, zásobování elektřinou a vodou pro objekty RVNCH a GUKOS.

## Indexy námořnictva a letectva
Indexy podobné „starému“ systému označování používají Správa raketové a dělostřelecké výzbroje vojenského námořnictva (URAV VMF) a Správa vyzbrojování vojenského letectva (UV VVS).
Pro dělostřeleckou munici námořnictva se používá stejný princip tvoření indexů, pouze na místě prvních dvou číslic stojí A3 nebo A4. S růstem posledního trojčíslí klesá kalibr zbraně. S objevením se raketové techniky ve výzbroji námořnictva byl zaveden pozměněný systém, podle kterého výrobky náležející k jednomu komplexu dostávaly stejná nebo blízká čísla. Například označení 4K-75 dostala ponorková raketa R-29, 4D-75 motor jejího prvního stupně a 4D-76 motor druhého stupně. Pro tuto skupinu indexů je typické počáteční číslo 4 a koncové dvoučíselné označení výrobku. Poté, co došly možné kombinace, byla zavedena řada s počátečním číslem 3. 
Správa vyzbrojování letectva používala do poloviny padesátých let systém analogický „starému“ systému GAU, pouze počáteční dvoučíslí nahrazovala jediná číslice, od 2 do 8, která značila typ zbraně. Například 7... a 8... byly letecké pumy. Později zavedlo letectvo nová označení, s první číslicí 9. Přičemž zbraňový komplex byl značen 9-A-(trojčíslí) a jeho prvky 9-(jiná písmena)-(stejné trojčíslí)

## Přidělení indexu
Indexy „starého“ systému GAU a UV VVS byly přidělovány při přijetí do výzbroje. Nový index byl publikován v Dělostřeleckém žurnálu vědecko-technického výboru GAU. V případě záměny výrobku za nový, blízký charakteristikami, se označení neměnilo. Tak například při záměně trhavé letecké pumy FAB-250sv za novější model z roku 1943 FAB-250M43 zůstal stejný index 7-F-325. 
„Nové“ indexy se přiřazovaly ve fázi podpisu technického zadání na konstrukci příslušné zbraně. V řadě případů projektované výrobky nebyly zavedeny do výzbroje, nicméně indexy už byly přiděleny a dále se nevyužívaly. Současně v průběhu potvrzení technického zadání se výrobkům (ne však všem) přidělovalo kódové slovní označení.